# Reynold Grey, 2. Baron Grey of Ruthin

Wappen der Barone Grey de Ruthin

Reynold Grey, 2. Baron Grey of Ruthin (* 1318 oder 1319; † 28. Juli oder 4. August 1388) war ein englischer Adliger und Militär.

## Leben
Reynold Grey war der zweite Sohn von Roger Grey, 1. Baron Grey of Ruthin und von dessen Frau Elizabeth Hastings. Nach dem kinderlosen Tod seines älteren Bruders John vor 1350 wurde er der Erbe seines Vaters. Nach dessen Tod 1353 erbte er dessen umfangreichen Besitzungen sowie den Titel Baron Grey of Ruthin, womit er Mitglied des Englischen Parlaments wurde. Durch Zukäufe konnte er seine Besitzungen in Bedfordshire erweitern, dazu erwarb er ein neues Stadthaus in London. Während des Hundertjährigen Kriegs nahm er 1355, 1359 und 1369 an Feldzügen nach Frankreich teil.
Grey hatte vor dem 29. November 1360 Eleanor (auch Alianore) Lestrange († 1396), eine Tochter von John Lestrange, 2. Baron Strange of Blackmere und von dessen Frau Ankaret Boteler geheiratet. Mit ihr hatte er sechs Kinder, darunter:
- Reynold Grey, 3. Baron Grey of Ruthin (auch Reginald Grey) (um 1362–1440)
- Ida Grey ⚭ John Cokayne († 1427)
- Roger Grey

Sein Erbe wurde sein ältester Sohn Reynold. Sein jüngerer Sohn Roger studierte in Cambridge und wurde Geistlicher, dabei konnte sein Vater ihn noch mit Pfründen versorgen, für die er das Besetzungsrecht hatte.